# Ksenia Milicevic

Ksenia Milicevic (n. 15 septembrie 1942, Drinici, Bosnia și Herțegovina) este o pictoriță și arhitectă franceză.

## Biografie
Ksenia Milicevic, născută în timpul celui de-al doilea război mondial (mama născută în Statele Unite ale Americii, tatăl în Muntenegru), și-a petrecut primii ani din viață cu bunicii paterni, în Muntenegru. După război, părinții săi au fost trimiși la misiunile diplomatice din Bulgaria și Cehoslovacia. Întâlnirea cu mozaicurile și picturile bizantine din mănăstirile din Bulgaria va avea un impact foarte puternic.
La 17 ani, Ksenia Milicevic ia lecții private cu pictorul Mihajlo Petrov. După bacalaureatul de la finalul clasei a cincea a Școlii gimnaziale din Belgrad, ea trece de examenul de admitere la Facultatea de Inginerie din Belgrad, iar în anul următor intră la Școala de Arhitectură din Alger (Algeria), unde își obține diploma de arhitect în anul 1968. În paralel, studiază urbanismul la Institutul de Urbanism de la Universitatea din Alger și, în același an 1968, își ia diploma în urbanism. După absolvire, lucrează pentru ECOTEC (Alger), alături de echipa arhitectului Oscar Niemeyer. În 1970, se mută în Argentina și lucrează ca arhitect pentru S. M. din Tucuman, în partea de nord a țării. Se înscrie la Secția de Arte Plastice a Universității din Tucuman, pe care o absolvă în anul 1975.
Prima sa expoziție solo are loc în anul 1970 la S. M. în Tucuman. Între 1976 și 1987, Ksenia Milicevic trăiește în Spania și Mexic. Se mută la Paris în 1987, iar în 1989 își amenajează un atelier în Bateau-Lavoir, Montmartre. 
În 2011, Muzeul de Pictură Sf. Frajou, Haute Garonne, Franța, a fost inaugurat având în colecția sa permanentă o selecție de treizeci de tablouri semnate Ksenia Milicevic. În 2014 Ksenia Milicevic a creat   mișcarea artistică  Art Résilience.

## Colecții publice
⦁ Muzeul de Arte Fine, Granada - Spania
⦁ Muzeul de Artă Contemporană, Salamanca - Spania
⦁ Muzeul de Artă Contemporană, Malabo - Guineea
⦁ Muzeul  Arte Actual, Aylon - Spania
⦁ Muzeul  de Cuenca, Cuenca - Spania
⦁ Muzeul de Artă Contemporană, Segobre - Spania
⦁ Muzeul de Deifontes, Deifontes - Spania
⦁ Muzeul de Armilla, Granada - Spania
⦁ Institutul Politehnic, Mexico City - Mexic
⦁ Institutul Francez din America Latină, Mexico City - Mexic
⦁ Muzeul de Zarsuela del Monte - Spania
⦁ Muzeul Civico, Spilimbergo - Italia
⦁ Fundația Paul Ricard, Paris - Franța
⦁Centrul Cultural al Ambasadei Mexicului, Brasilia - Brazilia
⦁ Muzeul de Pictur Sf. Frajou, Franța

## Ilustrații
⦁ Donde Sayago termina...Fermoselle Luis Vazquez Cortez, imagine de Ksenia Milicevic, Gràficas Cervantes, 04-1981, Salamanca
⦁ Arpegii, practică de limbi straine, ilustrații de Ksenia Milicevic, 1990
⦁ Revista Plural, Muestra grafica de Ksenia Milicevic, nr. 135, 12-1,982, Mexico City.

## Publicații Ksenia Milicevic
- Ksenia Milicevic, Art-confusion.com - De l'image d'art à l'oeuvre d'art, éd. Edilivre, Paris, 2013
- Ksenia Milicevic, Résilience en art et art-thérapie pour la résilience,éd. Edilivre, Paris, 2020
- Ksenia Milicevic, Resiliencia, Amazon, 2021
- Ksenia Milicevic, Ange du jour - Jeu de divination, ed. Amazon, 2021
- Ksenia Milicevic, Collection Livres participatifs, Apprentissage du dessin 1. Randonnées sous les arbres, 2. Herbarium, 3. Maison au bord de la mer, 4. Lundi au marché, 5.  Maître Corbeau, autoédition, Amazon, 2022
- Ksenia Milicevic, Collection Résilience en Art : 1. Soulage, un trait noir sur la peinture, autoédition, Amazon, 2022, 2. Qui êtes-vous Mr. Duchamp ? autoédition, Amazon, 2022

## Gallery

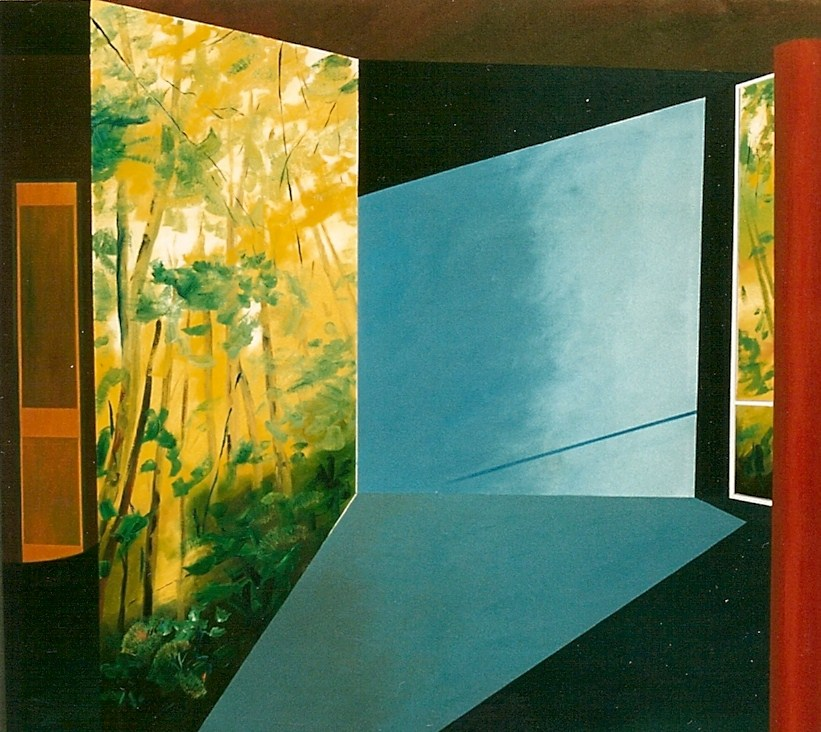
Azur attendri d'octobre pâle et pur, 1998
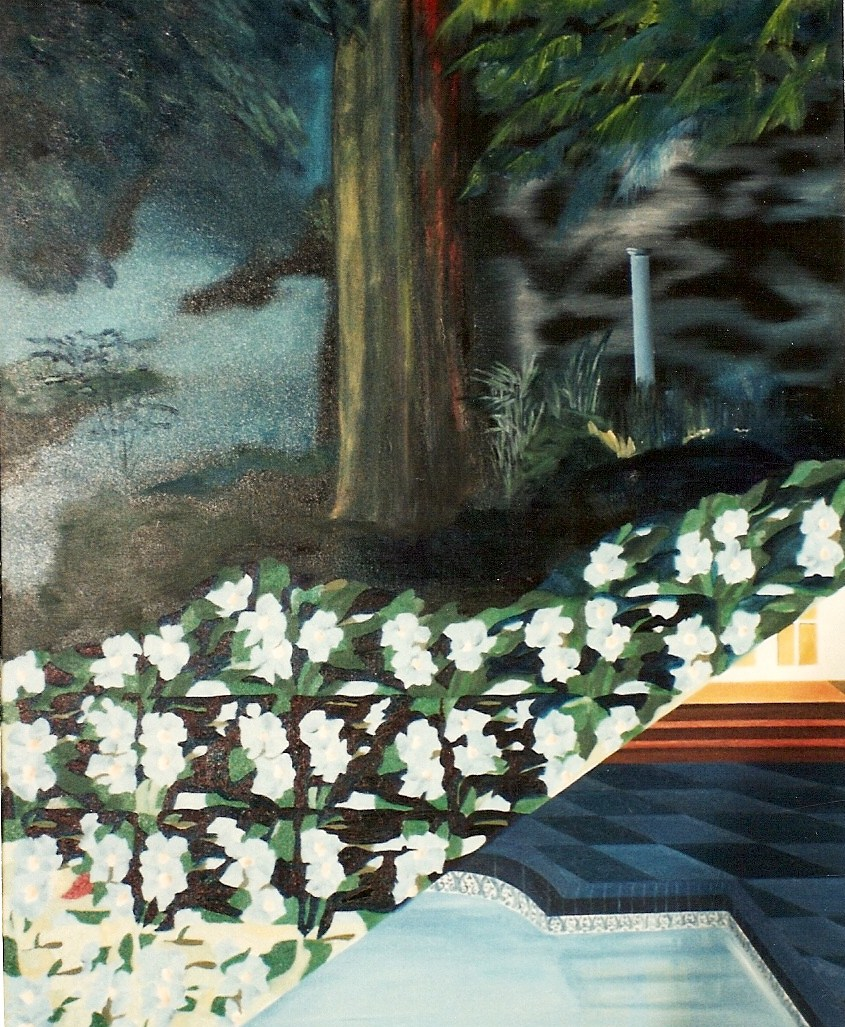
Celui qui vient après, 1996
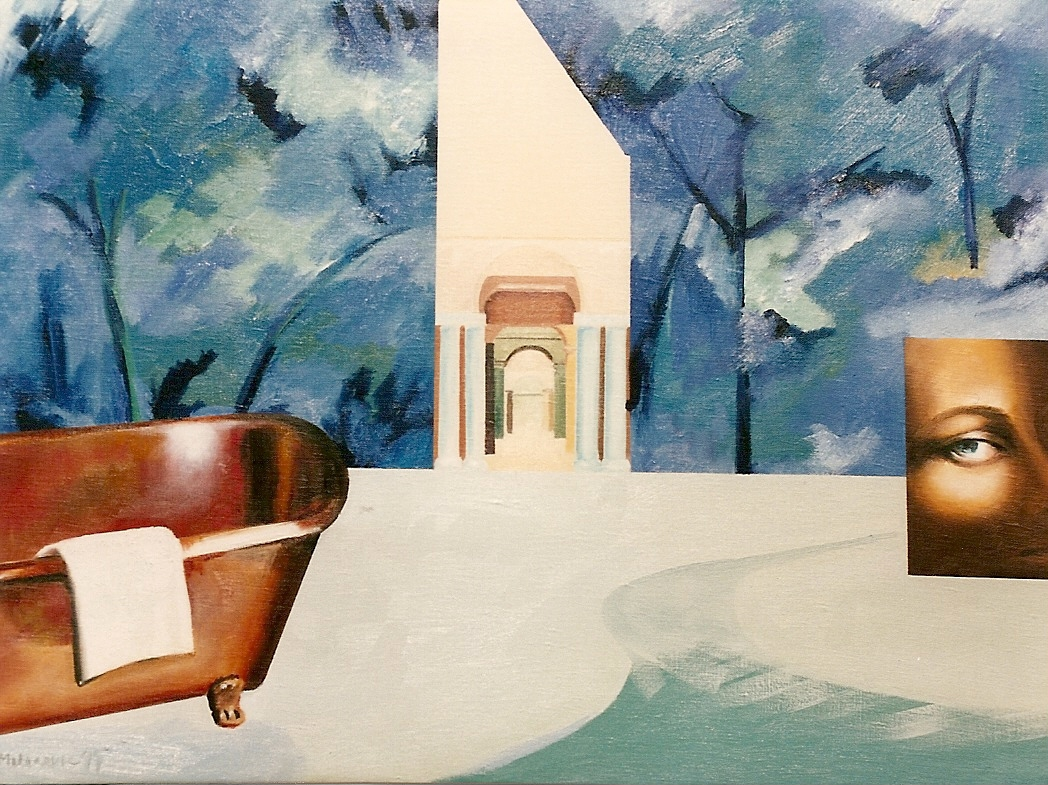
Le voyage d'hiver, 1996
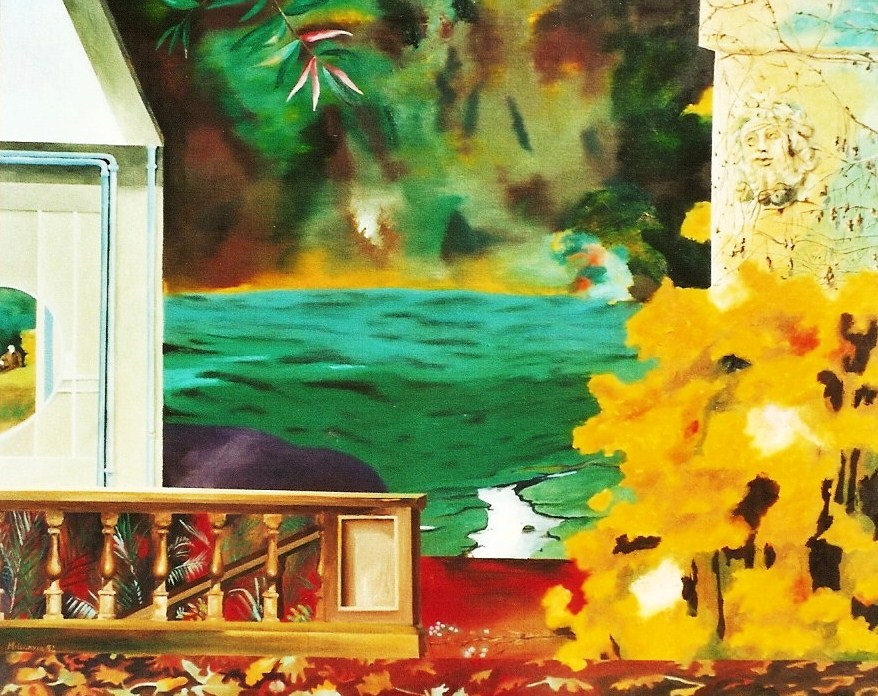
Silence de midi 1993